# Babah Krueng (Peureulak Timur)
Babah Krueng is een bestuurslaag in het regentschap Aceh Timur van de provincie Atjeh, Indonesië. Babah Krueng telt 780 inwoners (volkstelling 2010).